# Melissodes rufipes
Melissodes rufipes är en biart som beskrevs av Laberge 1961. Melissodes rufipes ingår i släktet Melissodes och familjen långtungebin. Inga underarter finns listade i Catalogue of Life.